# Parque Fundadores
El Parque Fundadores es un pequeño parque ubicado en el cruce de la calle 32 con la carrera 23 en Manizales, la capital del departamento de Caldas en Colombia. Tiene una pequeña fuente de agua y un espacio circular con once columnas verticales y delgadas que representan las once familias que fundaron la ciudad. La fuente que ahora se encuentra en el parque se colocó inicialmente a un costado del teatro fundadores, ubicado carrera 22 con calle 33.
Frente a este parque, en su lado norte, se ubica el Colegio Isabel la Católica, el Teatro Fundadores, y en el lado suroeste la Estación fundadores del cable aéreo.

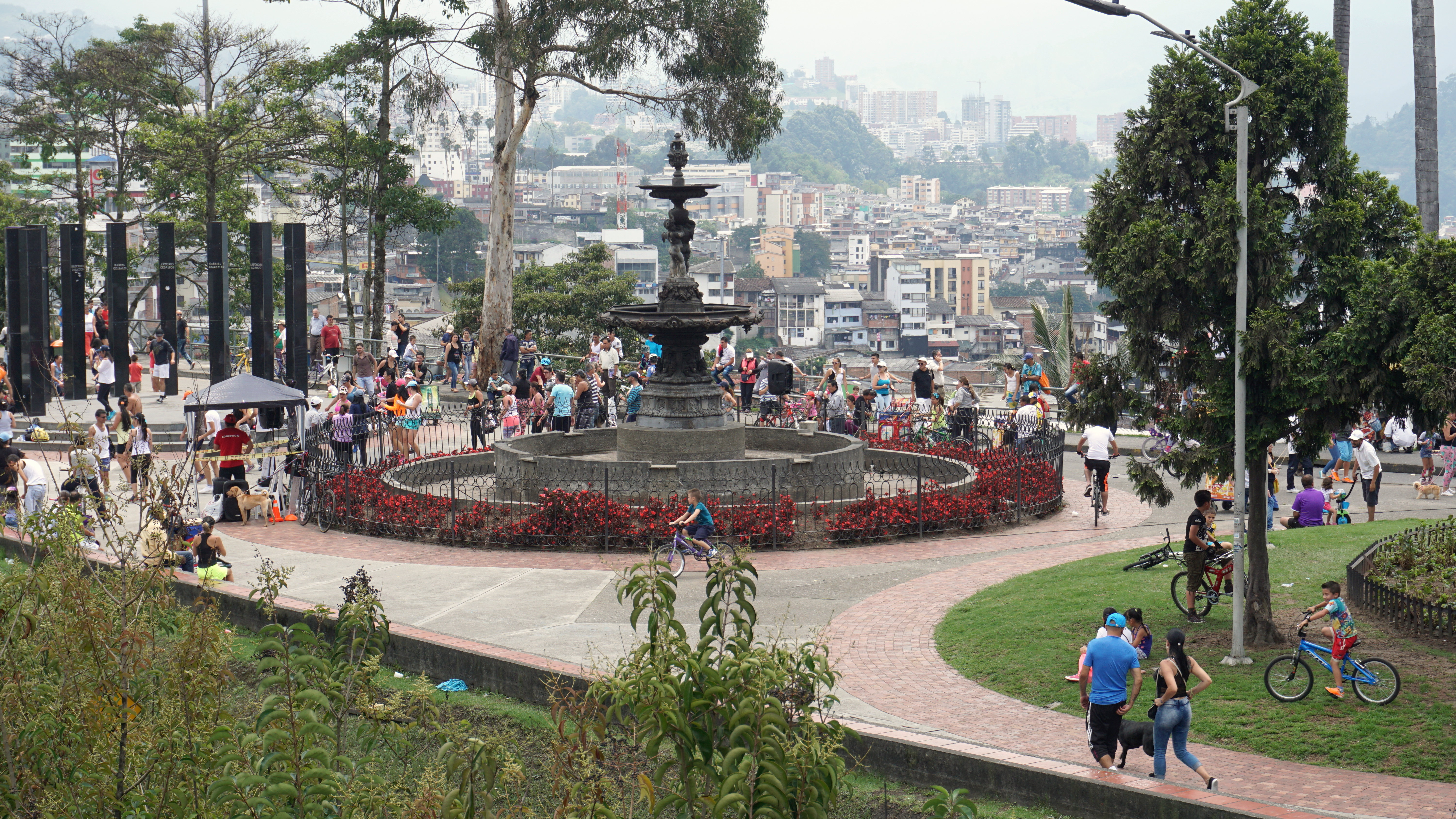
Fuente del Parque Fundadores.

## Fuente Los Fundadores
Traída por los primeros pobladores desde Inglaterra para adornar la plaza principal, al mismo tiempo que se trajo la fuente, también se importó la que ahora se encuentra en la plaza principal del municipio de Salamina, la historia popular cuenta que aquella fuente, famosa por su belleza y majestuosidad, fue la que se pidió para Manizales y que la que hoy es reconocida como la fuente de Los Fundadores era la de Salamina, pero por un equívoco de quienes las traían, las fuentes fueron trocadas y terminaron cada una en el lugar equivocado, en 1960 fue ubicada en el  sector, para la inauguración de la Plaza. La fuente que ahora se encuentra en el parque Los Fundadores se colocó inicialmente donde hoy se ve la pileta que está a un costado del teatro que lleva su mismo nombre, el cual se ubica en la carrera 22 con calle 33. 